# De Hoop (Wolphaartsdijk)
De Hoop is een korenmolen aan de Molendijk aan de rand van het Nederlandse dorp Wolphaartsdijk. Het is een ronde bakstenen stellingmolen uit 1808, gedekt met dakleer en heeft een vlucht van 22,00 meter. Het is een beeldbepalende molen die op een dijk staat.
Toen de molen in 1808 gebouwd werd was het een grondzeiler. Na een conflict over windrechten en het rooien van een bos, heeft de toenmalige eigenaar in 1894 de molen 10,5 meter hoger laten opmetselen en er een stellingmolen van gemaakt.
Na een brand in 1993 werd de bovenkap vervangen en de romp nog eens met 70 cm verhoogd. Deze ingrepen maken De Hoop tot een molen met een uniek uiterlijk.
- Rijksmonument: 16453